# Епархия Нову-Амбургу
Епархия Нову-Амбургу (лат. Dioecesis Novohamburgensis) — епархия Римско-католической церкви c центром в городе Нову-Амбургу, Бразилия. Епархия Нову-Амбургу входит в митрополию Порту-Алегри. Кафедральным собором епархии Нову-Амбургу является собор святого Луиджи Гонзаги.

## История
2 февраля 1980 года Римский папа Иоанн Павел II издал буллу Cum sacer Praesul Ecclesiae, которой учредил епархию Нову-Амбургу, выделив её из архиепархии Порту-Алегри .

## Ординарии епархии
- епископ Aloísio Sinésio Bohn (13.02.1980 — 27.06.1986) — назначен епископом епархии Санта-Крус-ду-Сула;
- епископ Carlos José Boaventura Kloppenburg (8.08.1986 — 22.11.1995);
- епископ Osvino José Both (22.11.1995 — 7.06.2006) — назначен ординарием Военного ординариата Бразилии;
- епископ Zeno Hastenteufel (28.03.2007 — 19.01.2022, в отставке);
- епископ João Francisco Salm (19.01.2022 — по настоящее время).

## Источник
- Annuario Pontificio, Ватикан, 2007
- Булла Cum sacer Praesul Ecclesiae  (лат.)